# Aeroporto di Anaa
L'Aeroporto di Anaa (IATA: AAA, ICAO: NTGA), è un aeroporto francese situato in località Tukuhora sull'atollo di Anaa, parte dell'arcipelago delle isole Tuamotu nella Polinesia francese.
La struttura, posta all'altitudine di 3 m/ 10 ft sul livello del mare, è dotata di un solo piccolo edificio che funge da terminal ed una sola pista con fondo in asfalto lunga 1 500 m e larga 30 m (4 921 x 98 ft) con orientamento 14/32.
L'aeroporto è gestito da SEAC Polynésie Française (Service d'Etat de l'Aviation Civile), effettua attività secondo le regole e gli orari VFR ed è aperto al traffico turistico e commerciale.